# Bloque (banda)
Bloque fue un grupo musical de rock urbano, rock progresivo y rock sinfónico nacido en Torrelavega, Cantabria (España), en el año 1973.

## Historia
Bloque se formó en Torrelavega y Santander (Cantabria) en 1973, cuando Luis Pastor, bajo, Sixto Ruiz, guitarra, Ito Luna, batería y Juan Carlos Gutiérrez, voz,   inspirándose en grupos como The Allman Brothers Band, Yes o King Crimson, decidieron dar rienda suelta a su imaginación musical y crear esta banda. Con la llegada del guitarrista Juanjo Respuela en 1976, encontraron el sonido que les caracterizaría, enérgico y envolvente, en el que destacan los solos a dos guitarras de Respuela y Ruiz, al modo de The Allman Brothers Band.
A esa formación original de Bloque, se añadieron en los años siguientes otros músicos: Manolo Quinzaños, teclista, con el cual actuaron en el Festival de Burgos en 1975, y al cual sustituyó Mario Gómez Calderón a los teclados, que junto a la incorporación del guitarrista Dioni Sobrado fueron la formación que actuó en el Festival de León de 1976. Ito Luna, Dioni Sobrado y Mario Gómez abandonan el grupo ese mismo año, creando con la incorporación de Lili Alegría (bajo y voz) el grupo Ibio, también de rock sinfónico.
Tras esa escisión de 1976, se incorporan Juan José Respuela, guitarra y Paco Baños a la batería, pasando Juan Carlos Gutiérrez a los teclados y voz, formación con la que graban su primer disco en 1978. Al año siguiente, 1979, grabaron su segundo disco, con Carlos Terán a la batería tras la marcha de Paco Baños. Tras la grabación de su segundo disco, sale Carlos Terán y entra Tivo M.Salmón a la batería. 
Sus primeros conciertos importantes tuvieron lugar en los festivales de León y Burgos, así como en Cataluña, en el "Nadal Rock". Más tarde actuaron en el famoso local de rock "M&M", en Madrid, y en el programa de televisión de TVE Voces a 45.
A raíz de esta serie de eventos, Chapa Discos, un sello perteneciente a la discográfica Zafiro, les contrata y editan su primer LP en 1978, titulado como el grupo y producido por Vicente Romero y Luis Soler. Del disco, grabado en solo cinco días, se extraen dos singles, "La Libre Creación/Nostalgia" y "Undécimo Poder/Abelardo y Eloísa".
Al año siguiente, 1979, editan  Hombre, tierra y alma, que produjeron ellos mismos.
En 1980 sacan El hijo del alba, grabado con mucha más calidad, pero que no tuvo el éxito esperado, debido, sobre todo, al cambio en los gustos musicales que se estaba viviendo con la aparición de la movida madrileña. Se extraen de él dos singles, "El hijo del alba/La razón natural" y "Quimérica laxitud/Danza del Agua" (fragmento).
Por último, editaron un último disco, al que titularon Música para la libertad (1981). De él se publicaron dos sencillos, "Detenidos en la Materia/Mágico y salvaje" y "Solo sentimiento/Detenidos en la materia".
La banda se disuelve en el año 1983.
En 1993 dos de los miembros originales, Juan José Respuela y Juan Carlos Gutiérrez, consiguen unir a la banda y hacer una serie de conciertos, acompañados por varios colaboradores.
En 1999 se edita el disco En directo, una grabación realizada en 1994 en la sala Revólver de Madrid, con la participación de Iván Velasco (guitarras), Luis Escalada (batería), Pepe Masides (bajo) y Marcos Gómez (teclados).
En 2008, reaparecen en el "Festival del Lago" en la localidad gaditana de Bornos junto a Imán Califato Independiente y Gwendal, consiguiendo un éxito rotundo ante un público entregado que abarrotaba el patio del Convento Corpus Christi.
 Tras esta actuación se reúnen para celebrar un concierto extraordinario en la plaza porticada de Santander junto a grupos como Danza Invisible, Soil & Pimp Sessions y Achtung Babies.

## Miembros
- Luis Pastor - Bajo.
- Juan José Respuela - Guitarra acústica y eléctrica, voz.
- Sixto Ruiz - Guitarra acústica y eléctrica, voz.
- Paco Baños - Batería.
- Juan Carlos Gutiérrez - Voz y teclados.

## Discografía

### Álbumes
- Bloque - (1978)
- Hombre, tierra y alma - (1979)
- El hijo del alba - (1980)
- Música para la libertad - (1981)
- En directo - (1999)